# Fernando Gaviria
Fernando Gaviria Rendon (født 19. august 1994) er en colombiansk cykelrytter som konkurrerer i banecykling og på landevej.
Under VM i banecykling 2015 tog han guld i omnium. Han gentog bedriften i 2016.
I sin første Grand Tour, Giro d'Italia 2017, vandt han fire etaper og pointkonkurrencen.

## Sejre

### Landevej
2015
1. og 3. etape, Tour de San Luis
2. etape, Czech Cycling Tour
4. etape, Tour of Britain
2016
2. etape, Tour de San Luis
3. etape, Tour International La Provence
3. etape, Tirreno-Adriatico
2. og 4. etape, Polen Rundt
GP Impanis-Van Petegem
Paris-Tours
2017
1. og 4. etape, Vuelta a San Juan
1. etape, Volta ao Algarve
6. etape, Tirreno-Adriatico
Giro d'Italia
3. etape
5. etape
12. etape
13. etape
 Pointkonkurrencen
4. etape, Tour of Britain
1., 2., 3. og 6. etape, Tour of Guangxi

### Banecykling
2012
 Omnium - juniorverdensmester
 Madison - juniorverdensmester
2013
 Omnium - panamerikansk mester
2014
 Omnium, Centralamerikanske og caribiske lege
 Omnium, Sydamerikanske lege
Omnium (verdenscup i London)
2015
Panamerikanske lege
 Omnium
 Holdforfølgelse
 Omnium, VM i banecykling
2016
 Omnium, VM i banecykling